# Música objetiva
En función del papel que desempeña la música en el lenguaje sonoro, podemos encontrar tres tipos de música: objetiva, subjetiva, descriptiva. (no olvidar que una misma composición musical, dependiendo del mensaje final, puede realizar cualquier de los tres tipos).
En el ámbito de la comunicación sonora, la música objetiva es aquella música que tiene sentido propio y que constituye el mensaje (o en parte de él) por sí misma, independientemente de lo que sugiera.
La música objetiva siempre hace referencia a algo concreto, sin que exista la posibilidad de múltiples interpretaciones. Además, la música calificada como objetiva siempre es capaz de denotar claramente su época, estilo musical, etc.
- Datos: Q6036556